# مارمولک‌های اژدها
مارمولک‌های اژدها (نام علمی: Agamidae) نام یک تیره از زیرراسته ایگوآناسانیان است.